# Chiesa di San Bartolomeo Apostolo (Siziano)
La chiesa di San Bartolomeo Apostolo è il principale luogo di culto cattolico di Siziano, in provincia di Pavia e arcidiocesi di Milano; fa parte della decanato di Melegnano.

## Storia
Un edificio di culto di piccole dimensioni era presente sul territorio di Siziano già nel XIII secolo, indicato nel «Liber notitiae» come dipendenze della pieve di Decimo, e nuovamente inserito come: cappella nel «Notitia Cleri» del 1398, appartenente al plebato di Decimo. L'edificio fu innalzato nel XV secolo a seguito della distruzione dell'antico maniero. Il libro «Liber notitiae sanctorum Mediolani» del 1564 cita la chiesa come “cappella sive rettoria” quindi retta da un rettore ma sempre dipendente da quella di Decimo.

Le numerose visite pastorali e in particolare quella del 1573 di san Carlo Borromeo arcivescovo di Milano permettono una ricostruzione storica e architettonica dell'edificio. La relazione della visita indica: 
(Atti della visita diocesana di san Carlo Borromeo del 1573)
Dal documento del cardinale si evince che l'edificio necessitava di molti lavori tra i quali anche una nuova pavimentazione e le decorazioni, risultando spoglia. Descrive che la chiesa era di piccole dimensioni, non sufficienti a contenere i fedeli, diede quindi ordine di ampliarla. L'interno si presentava privo di arredi necessari per conservare i paramenti sacri e “le pareti erano imbiancate e in alcune parti incrostate; c'erano due porte, la maggiore, sulla facciata, e un'altra vicino a questa porta dalla parte meridionale”.
La relazione pone particolare attenzione alla parte del fonte battesimale, che doveva essere rimosso dalla parete e posto su di una colonna. La parte doveva essere protetta da una cancellata. Nel medesimo spazio era conservato un sacrario che necessitava d'essere restaurato. San Carlo Borromeo impose anche di creare una cappella per l'altare maggiore e due cappelle laterali per altari minori. La torre campanaria, secondo il cardinale, necessitava di una nuova campana. La visita quindi impose molti lavori anche di adeguamento liturgico previsti dal concilio tridentino. Ma la relazione della successiva visita del 1584, presenta uno stato della chiesa non pienamente corrispondente alle indicazioni del cardinale: erano stati eseguiti lavori di ampliamento e i nuovi spazi risultavano essere consoni al numero dei fedeli, vi erano tre altari ma la pavimentazione non era terminata e le cappelle era chiuse da cancellate lignee non sicure. L'ampliamento aveva portato l'ingresso e non essere più centrale alla facciata, e le finestre avevano forme diverse, alcune chiuse solo da un legno leggero. Anche il campanile, e in particolare le due campane, non erano consone e ne viene ordinata la rimozione.  Solo nel 1610 la chiesa fu oggetto di un grande lavoro di ampliamento e riordino.
Risulta, fin dal XVI secolo, essere inserita nel vicariato della chiesa di Santa Maria Assunta di Lacchiarella.
L'archivio della chiesa conserva la relazione del 22 marzo 1744 dell'allora parroco don Luigi Formica che elenca la presenza dell'altare maggiore intitolato al santissimo Sacramento e tre altari minori dedicati al Santissimo Rosario, san Carlo Borromeo e san Giuseppe. Le pareti dell'aula erano decorate con dipinti raffiguranti le storie dei santi Bartolomeo, Antonio di Padova e Eurosia.

Agli inizi del Novecento la chiesa fu oggetto di una completa ricostruzione a causa della situazione precaria dell'edificio: 
(Relazione di don Giovanni Lazzari del 16 ottobre 1900)
La chiesa, che era a navata unica con soffitto in legno e la facciata a capanna, subì un completo cambiamento. L'edificio fu demolito nel 1906 per essere ricostruito in posizione leggermente più arretrata creando così un ampio sagrato, essendo l'edificio precedente addossato alla viabile urbana, come da progetto del geometra Leone Castelli. I lavori della chiesa che risulta fossero terminati nella struttura architettonica già l'anno successivo, ma le decorazioni e gli arredi interni furono ultimati solo verso la metà del Novecento, con la consacrazione dell'altare maggiore il 5 maggio 1933 da parte del cardinale Alfredo Ildefonso Schuster.
Con il passare degli anni la chiesa ha richiesto interventi di manutenzione, negli anni 2010 è stato restaurato il tetto, ma l'intervento più importante si è svolto tra il 2020 e il 2022, in occasione del quale la chiesa è stata chiusa per un restauro completo degli interni e degli affreschi. Il giorno 11 settembre 2022 viene riconsegnata alla comunità di Siziano tramite una cerimonia solenne presieduta da monsignore Mario Delpini, Arcivescovo di Milano.

## Descrizione

### Esterno
L'edificio si presenta con il classico orientamento liturgico con abside a est e facciata principale rivolta a ovest.
La facciata, è a salienti ad anticipare le tre navate interne, e divisa in due sezioni. La sezione inferiore si compone in blocchi di pietra mentre quella superiore in mattoni, come le facciate laterali. La costruzione del fronte principale si concluse intorno al 1930 con lavori seguiti dall'architetto milanese Ugo Zanchetta. La facciata è tripartita da grandi lesene doppie e ospita nella parte centrale il portale completo di lunetta inserita in tre giri di mattoni rossi. Superiore una trifora con due colonnine in pietra bianca. Le sezioni laterali leggermente rientranti ospitano gli ingressi che accedono alle navate laterali.

### Interno
L'interno della chiesa è a pianta basilicale a tre navate, con soffitto a cassettoni di legno completamente decorati da Enrico Volanterio di Verona, mentre le pitture floreali sono state realizzate da un artista più moderno. L'aula ospita tre altari: l'altare maggiore sul presbiterio, e due altari laterali posti in due cappelle al termine del transetto.
La zona presbiteriale è racchiusa da due balaustre in marmo bianco, e ospita l'altare maggiore in marmo completo di un trittico dalle grandi dimensioni che ospita figure di santi dentro a nicchie dorate. La statua di maggiore misura è la figura del santo titolare. All'altare posto negli anni '80 per adempiere all'adeguamento liturgico voluto dal concilio Vaticano II, è accessibile da tre gradini ed è in marmo bianco con la mensa retta da colonne.